# Tentamon (fille de Thoutmôsis IV)
Pour les articles homonymes, voir Tentamon.
Tentamon est une princesse égyptienne de la XVIIIe dynastie du Nouvel Empire. Elle est la fille de Thoutmôsis IV et de sa 4e épouse.
Tentamon meurt la même année que son père. Elle est enterrée dans la vallée des Rois dans la tombe KV43 avec son père et un frère appelé Amenemhat. Un fragment d'un vase canope appartenant à Tentamon a été trouvé dans la tombe. Ce fragment se trouve aujourd'hui au Musée égyptien du Caire.